# Cazul otrăvirii lui Aleksei Navalnîi
Pe 20 august 2020, activistul anti-corupție și critic al puterii din Rusia Aleksei Navalnîi a fost otrăvit cu un gaz iritant și a fost spitalizat în stare gravă. Se suspectează că a fost otrăvit prin contaminarea ceaiului înaintea zborului său de la Tomsk la Moscova. În timpul zborului, lui Navalnîi i s-a făcut foarte rău și a fost transportat la un spital din Omsk după o aterizare de urgență în acest oraș, unde a pus în comă indusă. A fost evacuat două zile mai târziu la spitalul Charite din Berlin, Germania. Pe 2 septembrie, guvernul german a declarat că are „dovezi clare” că Navalnîi a fost otrăvit de un agent noviciok și a cerut explicații guvernului rus. Pe 2 septembrie, Navalnîi se află încă în comă, la terapie intensivă. Se presupune că va suferi pe termen lung de leziuni ale sistemului nervos. 

## Context
Aleksei Navalnîi a mai fost atacat de substanțe chimice. Pe 27 aprilie 2017, Navalnîi a fost atacat de necunoscuți în fața biroului său de la Fundația Anti-Corupție, care i-au pulverizat pe față un amestec de verde de briliant, posibil cu alți compuși (atacul Zelyonka). El a declarat că astfel a pierdut 80 la sută din vederea la ochiul drept. De asemenea, a spus că medicul său crede că a existat și o a doua substanță corozivă în acel lichid și că „există speranța” recuperării vederii. În plus, a declarat că atacatorul a fost Aleksandr Petrunko, un om despre care a afirmat că avea legături cu membrul Dumei de Stat Piotr Olegovici Tolstoi. Navalnîi a acuzat Kremlinul de orchestrarea acestui atac. Un alt incident a avut loc în iulie 2019, când Navalnîi a fost arestat și încarcerat. Pe 28 iulie, a fost internat în spital cu leziuni grave la ochi și pe piele. La spital, a fost diagnosticat cu o reacție alergică, deși acest diagnostic a fost contestat de Anastasia Vasilieva, unul dintre medicii săi personali. Vasilieva a pus la îndoială diagnosticul și a sugerat posibilitatea ca starea lui Navalnîi să fie rezultatul „efectelor nocive ale unor compuși chimici nedeterminați”. Pe 29 iulie 2019, Navalnîi a fost externat din spital și dus înapoi la închisoare, în ciuda obiecțiilor medicului său personal, care a pus la îndoială motivele oferite de spital. Jurnaliști și susținători ai lui Navalnîi s-au adunat în fața spitalului și au fost dispersați de poliție, care a arestat mai mulți participanți.
În luna august 2020, în zilele de dinainte de otrăvire, Navalnîi a publicat videoclipuri pe canalul său de YouTube în care își exprima sprijinul pentru protestele pro-democrație din Belarus, care au fost declanșate de alegerile prezidențiale, puternic contestate de public. Navalnîi a scris, de asemenea, că tipul de „revoluție” care are loc în țara vecină, Belarus, se va întâmpla în curând și în Rusia. Portalul de știri locale Tayga.Info a raportat că, în timpul excursiei în Siberia, Navalnîi a efectuat o investigație și a participat la întâlniri cu voluntari și candidați locali. Când a fost întrebat dacă pregătea un expozeu, Lyubov Sobol, aliat al lui Navalnîi, a declarat: „nu pot să dezvălui toate detaliile, dar Navalnîi a fost într-o călătorie de lucru. Nu s-a relaxat acolo.” Ancheta video a fost publicată mai târziu de echipa lui Navalnîi pe 31 august.
Se presupune că Navalnîi a fost otrăvit într-un atac motivat politic ca „pedeapsă” pentru opoziția sa față de putere. Mai mulți jurnaliști, activiști și foști spioni ruși au suferit otrăviri în ultimele decenii, precum Alexander Litvinenko în 2006 și Serghei Skripal în 2018, ambele cazuri având loc în Regatul Unit. În primul caz, otrava a fost administrată prin contaminearea ceaiului lui Litvinenko. Autoritățile britanice au acuzat agențiile ruse de informații de ambele atacuri și o anchetă a concluzionat că președintele rus Vladimir Putin a aprobat „probabil” uciderea lui Litvinenko. În al doilea caz, a fost folosit un agent nervos noviciok. Potrivit New York Times, experții se îndoiesc de faptul că agentul noviciok  ar putea fi folosit de altcineva înafară de un agent de stat. Jurnalista și militanta pentru drepturile omului Anna Politkovskaia, cunoscută pentru criticile la adresa lui Putin și reportajele despre cel de-al Doilea Război din Cecenia, s-a îmbolnăvit în timpul unui zbor spre asediul școlii din Beslan în 2004, după ce a băut ceai, într-o aparentă încercare de otrăvire. Ulterior, a fost asasinată în anul 2006. Kremlinul a negat implicarea în astfel de atacuri.
Potrivit activistului Ilya Chumakov, care s-a întâlnit cu Navalnîi, împreună cu alți susținători, cu o zi înainte de zbor, atunci când Navalnîi a fost întrebat de ce nu este mort, acesta a răspuns că moartea sa nu ar fi benefică pentru Putin și că l-ar transforma într-un erou.

## Otrăvire
Pe 20 august 2020, Navalnîi s-a îmbolnăvit în timpul unui zbor de la Tomsk la Moscova și a fost spitalizat la Spitalului Clinic de Urgență Nr. 1 din Omsk (în rusă Городская клиническая больница скорой медицинской помощи №1), unde avionul a efectuat o aterizare de urgență. Schimbarea stării de sănătate pe durata zborului a fost bruscă și violentă, iar înregistrările video i-au arătat pe membrii echipajului de zbor care aleargă spre el și pe Navalnîi plângând zgomotos de durere.
Pe 2 septembrie, guvernul german a spus că are „dovezi clare” că Navalnîi a fost otrăvit cu un agent nervos noviciok potrivit testelor toxicologice efectuate de către un laborator al armatei germane. Într-o declarație, purtătorul de cuvânt al lui Angela Merkel a declarat că „guvernul rus trebuie de urgență să explice ce s-a întâmplat” și că „guvernul german condamnă acest atac în termenii cei mai duri”. Merkel a declarat că „Domnul Navalnîi a fost victima unei infracțiuni”, care „ridică întrebări foarte serioase la care numai guvernul rus poate și trebuie să răspundă”. Șeful de personal al lui Navalnîi a declarat pe Twitter că „În 2020, otrăvirea lui Navalnîi cu noviciok este ca și cum ai lăsa un autograf la locul crimei”.

## Anchetă
Pe 27 august, poliția și Ministerul de Interne au declarat că au lansat o anchetă preliminară a otrăvirii, descrisă ca fiind de rutină, și au inspectat camera de hotel a lui Navalnîi, imaginile de securitate și au cercetat drumul pe care a călătorit pentru probe. De asemenea, poliția a spus că au fost adunate peste 100 de probe. Procurorii au spus că nu este nevoie de o nouă anchetă după cea preliminară, susținând că nu au găsit nici un semn al unei infracțiuni.

## Reacții
Purtătorul de cuvânt al Kremlinului, Dmitri Peskov, a declarat că Kremlinul îi urează însănătoșire grabnică și că instituțiile abilitate vor lansa o investigație dacă otrăvirea se confirmă. Președintele francez Emmanuel Macron a afirmat că Franța este pregătită să ofere „tot ajutorul necesar ... în termeni de îngrijire medicală, azil, protecție” lui Navalnîi și familiei sale și a cerut clarificări cu privire la circumstanțele incidentului. Cancelarul german Angela Merkel a oferit, de asemenea, orice asistență medicală necesară în spitalele din Germania. Amnesty International a cerut o anchetă privind presupusa otrăvire.
Kremlinul a negat orice implicare în otrăvirea lui Navalnîi după acuzațiile că Putin a autorizat această acțiune, purtătorul de cuvânt al Kremlinului respingându-le ca neadevărate.

## A se vedea și
- Cazul otrăvirii lui Alexander Litvinenko
- Gheorghi Markov
- Asasinarea lui Boris Nemțov
- Anna Politkovskaia
- Cazul de otrăvire Serghei și Iulia Skripal
- Piotr Verzilov